# 다카라즈카 가극단 46기생
다카라즈카 가극단 46기생은 1958년 (쇼와 33년)에 다카라즈카 음악학교에 입학, 1960년 (쇼와 35년)에 졸업 및 다카라즈카 가극단에 입단하여, 『봄의 춤〈일본 사랑 이야기〉』 『비바 피노키오』로 초무대를 밟은 59명을 가리킨다.

## 개요
이 기수에 배우 코우즈키 노보루 (전 호시구미 톱스타), 코시로 미야코 (전 츠키구미 톱스타), 야마부키 마유미, 도쿄 다카라즈카 극장 지배인 코우 니시키 (전 하나구미 톱스타) 등이 입단하였다.

## 일람
| 예명            | 생일      | 출신지                      | 출신학교                       | 예명의 유래                        | 애칭             | 역할 | 퇴단년도 | 비고                                                                  |
| --------------- | --------- | --------------------------- | ------------------------------ | ---------------------------------- | ---------------- | ---- | -------- | --------------------------------------------------------------------- |
| 秋乃木実        | 4월 8일   | 도쿄도                      | 도쿄여학관 고등부              | 타카하시 키쿠타로가 명명           | 노리짱, 오네짱   |      | 1968년   |                                                                       |
| 아키노 코노미   | 4월 8일   | 도쿄도                      | 도쿄여학관 고등부              | 타카하시 키쿠타로가 명명           | 노리짱, 오네짱   |      | 1968년   |                                                                       |
| 麻城那美        | 7월 28일  | 도쿄도                      | 쇼와여자대학부속고등학교       | 부모님이 명명                      | 이치코           |      | 1963년   |                                                                       |
| 아사키 나미     | 7월 28일  | 도쿄도                      | 쇼와여자대학부속고등학교       | 부모님이 명명                      | 이치코           |      | 1963년   |                                                                       |
| 東やよい        |           |                             |                                |                                    |                  |      | 1960년   |                                                                       |
| 아즈마 야요이   |           |                             |                                |                                    |                  |      | 1960년   |                                                                       |
| 泉枝里          | 2월 5일   | 교토부                      | 세이카학원                     | 요곡의 글자                        | 오타케, 준짱     |      | 1964년   |                                                                       |
| 이즈미 에리     | 2월 5일   | 교토부                      | 세이카학원                     | 요곡의 글자                        | 오타케, 준짱     |      | 1964년   |                                                                       |
| 伊吹直子        | 7월 1일   | 효고현 고베시               | 야스토미중학교                 | 미야마 사쿠라가 명명               | 후우짱           |      | 1966년   |                                                                       |
| 이부키 나오코   | 7월 1일   | 효고현 고베시               | 야스토미중학교                 | 미야마 사쿠라가 명명               | 후우짱           |      | 1966년   |                                                                       |
| 岩鈴国子        | 5월 10일  | 도쿄도                      | 쇼케이중학교                   | 아버지가 명명                      | 리이코           |      | 1965년   |                                                                       |
| 이와스즈 쿠니코 | 5월 10일  | 도쿄도                      | 쇼케이중학교                   | 아버지가 명명                      | 리이코           |      | 1965년   |                                                                       |
| 歌路聖子        | 10월 25일 | 히로시마현 쿠레시           | 히로시마노보리쵸중학교         | 존경하는 선생님이 명명             | 쵸코짱           |      | 1967년   |                                                                       |
| 우타지 쇼코     | 10월 25일 | 히로시마현 쿠레시           | 히로시마노보리쵸중학교         | 존경하는 선생님이 명명             | 쵸코짱           |      | 1967년   |                                                                       |
| 大江幾乃        | 4월 26일  | 교토부                      | 미야즈고등학교                 | 백인일수                           | 타ー미           |      | 1964년   |                                                                       |
| 오오에 이쿠노   | 4월 26일  | 교토부                      | 미야즈고등학교                 | 백인일수                           | 타ー미           |      | 1964년   |                                                                       |
| 扇まり          | 4월 3일   | 와카야마현 와카야마시       | 코우카여자고등학교             | 어머니가 명명                      | 키요짱, 텐코     |      | 1964년   |                                                                       |
| 오오기 마리     | 4월 3일   | 와카야마현 와카야마시       | 코우카여자고등학교             | 어머니가 명명                      | 키요짱, 텐코     |      | 1964년   |                                                                       |
| 小倉もみぢ      | 12월 7일  | 오사카부 오사카시           | 테즈카야마학원                 | 백인일수                           | 얏코, 얏짱       |      | 1970년   |                                                                       |
| 오구라 모미지   | 12월 7일  | 오사카부 오사카시           | 테즈카야마학원                 | 백인일수                           | 얏코, 얏짱       |      | 1970년   |                                                                       |
| 甲斐千鶴        | 11월 15일 | 후쿠시마현 아이즈와카마츠시 | 아이즈여자고등학교             | 키쿠타 카즈오가 명명               | 키에상           |      | 1961년   | 딸 카이 치히로 (73)                                                   |
| 카이 치즈루     | 11월 15일 | 후쿠시마현 아이즈와카마츠시 | 아이즈여자고등학교             | 키쿠타 카즈오가 명명               | 키에상           |      | 1961년   | 딸 카이 치히로 (73)                                                   |
| 勝陽子          | 1월 12일  | 효고현 고베시               | 신와학원 중등부                | 시라이 테츠조가 명명               | 요ー코짱         |      | 1973년   |                                                                       |
| 카츠 요코       | 1월 12일  | 효고현 고베시               | 신와학원 중등부                | 시라이 테츠조가 명명               | 요ー코짱         |      | 1973년   |                                                                       |
| 加土まち子      | 9월 7일   | 히로시마현 히로시마시       | 미나미고등학교                 | 본명                               | 마코             |      | 1962년   |                                                                       |
| 카도 마치코     | 9월 7일   | 히로시마현 히로시마시       | 미나미고등학교                 | 본명                               | 마코             |      | 1962년   |                                                                       |
| 可奈潤子        | 11월 28일 | 효고현 이타미시             | 신와학원                       | 가족끼리 고안                      | 미요짱           |      | 1969년   | 숙부 다카라즈카 가극단 연출가 카모가와 세이사쿠                       |
| 카나 준코       | 11월 28일 | 효고현 이타미시             | 신와학원                       | 가족끼리 고안                      | 미요짱           |      | 1969년   | 숙부 다카라즈카 가극단 연출가 카모가와 세이사쿠                       |
| 菊かほり        | 9월 13일  | 도쿄도                      | 묘조학원 여자부                | 생월에서 따서 시라이 테츠조가 명명 | 메코짱           |      | 1967년   |                                                                       |
| 키쿠 카오리     | 9월 13일  | 도쿄도                      | 묘조학원 여자부                | 생월에서 따서 시라이 테츠조가 명명 | 메코짱           |      | 1967년   |                                                                       |
| 霧立みつる      | 8월 25일  | 도쿄도                      | 토요에이와여학원               | 어머니의 예명                      | 하미ー, 하루미짱 | 남역 | 1963년   | 배우 키리타치 하루미 어머니 키리타치 노보루 (20) 아버지 사에키 히데오 |
| 키리타치 미츠루 | 8월 25일  | 도쿄도                      | 토요에이와여학원               | 어머니의 예명                      | 하미ー, 하루미짱 | 남역 | 1963년   | 배우 키리타치 하루미 어머니 키리타치 노보루 (20) 아버지 사에키 히데오 |
| 久邇みずほ      | 12월 6일  | 오사카부 오사카시           | 바이카학원                     | 만요슈                             | 치카짱, 치ー탄   |      | 1971년   |                                                                       |
| 쿠니 미즈호     | 12월 6일  | 오사카부 오사카시           | 바이카학원                     | 만요슈                             | 치카짱, 치ー탄   |      | 1971년   |                                                                       |
| 呉竹さゆき      | 10월 1일  | 도쿄도                      | 바이카학원 고등부              |                                    | 요코짱, 히로짱   |      | 1963년   |                                                                       |
| 쿠레타케 사유키 | 10월 1일  | 도쿄도                      | 바이카학원 고등부              |                                    | 요코짱, 히로짱   |      | 1963년   |                                                                       |
| 甲にしき        | 7월 8일   | 효고현 고베시               | 신와학원                       | 본명                               | 코ー짱           | 남역 | 1974년   | 남편 요로즈야 킨노스케 도쿄 다카라즈카 극장 지배인                    |
| 코우 니시키     | 7월 8일   | 효고현 고베시               | 신와학원                       | 본명                               | 코ー짱           | 남역 | 1974년   | 남편 요로즈야 킨노스케 도쿄 다카라즈카 극장 지배인                    |
| 上月晃          | 4월 6일   | 쿠마모토현 야마가시         | 야마가고등학교                 |                                    | 곤짱             | 남역 | 1970년   |                                                                       |
| 코우즈키 노보루 | 4월 6일   | 쿠마모토현 야마가시         | 야마가고등학교                 |                                    | 곤짱             | 남역 | 1970년   |                                                                       |
| 古城都          | 5월 30일  | 교토부 교토시               | 다카라즈카중학교               | 코시로는 그냥 짓고, 미야코는 본명  | 미야코           | 남역 | 1973년   | 남편 혼고 코지로 다카라즈카 음악학교 수험 서포트 스튜디오 주재        |
| 코시로 미야코   | 5월 30일  | 교토부 교토시               | 다카라즈카중학교               | 코시로는 그냥 짓고, 미야코는 본명  | 미야코           | 남역 | 1973년   | 남편 혼고 코지로 다카라즈카 음악학교 수험 서포트 스튜디오 주재        |
| 古代夢子        | 1월 6일   | 오사카부 오사카시           | 오사카사쿠라즈카고등학교       | 가족끼리 고안                      | 미호, 챠코       |      | 1964년   | 어머니 치히로 산고 (24)                                               |
| 코다이 유메코   | 1월 6일   | 오사카부 오사카시           | 오사카사쿠라즈카고등학교       | 가족끼리 고안                      | 미호, 챠코       |      | 1964년   | 어머니 치히로 산고 (24)                                               |
| 寿美香          | 3월 8일   | 오사카부 오사카시           | 시텐노지고등학교               | 본명                               | 홋상             |      | 1968년   |                                                                       |
| 코토부키 미카   | 3월 8일   | 오사카부 오사카시           | 시텐노지고등학교               | 본명                               | 홋상             |      | 1968년   |                                                                       |
| 里阿佐子        | 1월 13일  | 도쿄도                      | 릿쿄여학원                     | 출신지                             | 네코짱           |      | 1962년   |                                                                       |
| 사토 아사코     | 1월 13일  | 도쿄도                      | 릿쿄여학원                     | 출신지                             | 네코짱           |      | 1962년   |                                                                       |
| 早蕨萌子        | 1월 3일   | 도쿄도                      | 쥬몬지학원                     |                                    | 타ー코           |      | 1965년   |                                                                       |
| 사와라비 모에코 | 1월 3일   | 도쿄도                      | 쥬몬지학원                     |                                    | 타ー코           |      | 1965년   |                                                                       |
| 白川景子        | 6월 1일   | 교토부 교토시               | 교토무라사키노고등학교         | 출생지에서 존경하는 선생님이 명명  | 미케짱, 케에짱   |      | 1967년   |                                                                       |
| 시라카와 케이코 | 6월 1일   | 교토부 교토시               | 교토무라사키노고등학교         | 출생지에서 존경하는 선생님이 명명  | 미케짱, 케에짱   |      | 1967년   |                                                                       |
| 篁公子          | 4월 21일  | 군마현 마에바시시           | 군마대학부속중학교             |                                    | 하무짱           |      | 1961년   |                                                                       |
| 타카무라 키미코 | 4월 21일  | 군마현 마에바시시           | 군마대학부속중학교             |                                    | 하무짱           |      | 1961년   |                                                                       |
| 多伎川ひかる    | 10월 30일 | 도쿄도                      | 도쿄문화학원                   | 부모님이 고안                      | 쵸코             |      | 1963년   | 타키가와 히카루 (多岐川ひかる)로 개명                                 |
| 타키가와 히카루 | 10월 30일 | 도쿄도                      | 도쿄문화학원                   | 부모님이 고안                      | 쵸코             |      | 1963년   | 타키가와 히카루 (多岐川ひかる)로 개명                                 |
| 玉梓瑠美        | 12월 19일 | 도쿄도                      | 시라유리학원                   | 가족끼리 고안                      |                  |      | 1969년   | 동생 타마즈사 마키 (54)                                               |
| 타마즈사 루미   | 12월 19일 | 도쿄도                      | 시라유리학원                   | 가족끼리 고안                      |                  |      | 1969년   | 동생 타마즈사 마키 (54)                                               |
| 司このみ        | 3월 3일   | 효고현 니시노미야시         | 아시야여자중학교               | 가족끼리 고안                      | 타카짱           |      | 1973년   | 다카라즈카 가극단 안무가 모던 재즈 강사                               |
| 츠카사 코노미   | 3월 3일   | 효고현 니시노미야시         | 아시야여자중학교               | 가족끼리 고안                      | 타카짱           |      | 1973년   | 다카라즈카 가극단 안무가 모던 재즈 강사                               |
| 栃久美子        | 6월 20일  | 도쿄도                      | 고베스미요시중학교             | 본적지                             | 캇코             |      | 1962년   |                                                                       |
| 토치 쿠미코     | 6월 20일  | 도쿄도                      | 고베스미요시중학교             | 본적지                             | 캇코             |      | 1962년   |                                                                       |
| 巴里            | 10월 14일 | 도쿄도                      | 아토미학원                     | 아버지가 명명                      | 하마쿄우         |      | 1964년   |                                                                       |
| 토모에 사토     | 10월 14일 | 도쿄도                      | 아토미학원                     | 아버지가 명명                      | 하마쿄우         |      | 1964년   |                                                                       |
| 南里美花        | 3월 24일  | 오사카부                    | 소우아이학원                   |                                    | 오토요           |      | 1961년   |                                                                       |
| 난리 미카       | 3월 24일  | 오사카부                    | 소우아이학원                   |                                    | 오토요           |      | 1961년   |                                                                       |
| 花登章          | 1월 4일   | 히로시마현 쿠레시           | 히로시마현 쿠레시립 츄오중학교 |                                    | 밋짱             |      | 1966년   |                                                                       |
| 하나토 아키라   | 1월 4일   | 히로시마현 쿠레시           | 히로시마현 쿠레시립 츄오중학교 |                                    | 밋짱             |      | 1966년   |                                                                       |
| 浜佐希子        | 2월 6일   | 도쿄도                      | 아시야여자학원                 | 본명                               | 사에코짱         |      | 1962년   |                                                                       |
| 하마 사키코     | 2월 6일   | 도쿄도                      | 아시야여자학원                 | 본명                               | 사에코짱         |      | 1962년   |                                                                       |
| 雛とも子        | 9월 4일   | 카나가와현 가마쿠라시       | 다카라즈카제1중학교            | 하이쿠의 계제 본명                 | 토코             |      | 1970년   |                                                                       |
| 히이나 토모코   | 9월 4일   | 카나가와현 가마쿠라시       | 다카라즈카제1중학교            | 하이쿠의 계제 본명                 | 토코             |      | 1970년   |                                                                       |
| 左近子          | 12월 23일 | 오사카부 오사카시           | 쇼인고등학교                   | 아버지가 명명                      | 요시코짱, 요ー짱 |      | 1963년   |                                                                       |
| 히다리 치카코   | 12월 23일 | 오사카부 오사카시           | 쇼인고등학교                   | 아버지가 명명                      | 요시코짱, 요ー짱 |      | 1963년   |                                                                       |
| 檜まさる        | 8월 30일  | 오사카부 오사카시           | 오사카시립 히가시고등학교      |                                    | 에ー짱, 다이짱   |      | 1973년   |                                                                       |
| 히노키 마사루   | 8월 30일  | 오사카부 오사카시           | 오사카시립 히가시고등학교      |                                    | 에ー짱, 다이짱   |      | 1973년   |                                                                       |
| 藤きみの        | 10월 15일 | 카가와현 젠츠지시           | 마루가메 후쿠이고등학원        | 모교 이름에서 따옴                 | 키미노           |      | 1973년   |                                                                       |
| 후지 키미노     | 10월 15일 | 카가와현 젠츠지시           | 마루가메 후쿠이고등학원        | 모교 이름에서 따옴                 | 키미노           |      | 1973년   |                                                                       |
| 藤村八重子      | 8월 2일   | 교토부 교토시               | 노트르담여학원                 | 백부가 명명                        | 보ー야, 쿠미짱   |      | 1965년   |                                                                       |
| 후지무라 야에코 | 8월 2일   | 교토부 교토시               | 노트르담여학원                 | 백부가 명명                        | 보ー야, 쿠미짱   |      | 1965년   |                                                                       |
| 牧美佐緒        | 10월 5일  | 오사카부 오사카시           | 호쿠류중학교                   |                                    | 콘짱             |      | 1972년   |                                                                       |
| 마키 미사오     | 10월 5일  | 오사카부 오사카시           | 호쿠류중학교                   |                                    | 콘짱             |      | 1972년   |                                                                       |
| 真珠ひとみ      | 7월 4일   | 도쿄도                      | 오챠노미즈여자대학부속고등학교 | 가족끼리 고안                      | 훗코, 후키짱     |      | 1963년   |                                                                       |
| 마다마 히토미   | 7월 4일   | 도쿄도                      | 오챠노미즈여자대학부속고등학교 | 가족끼리 고안                      | 훗코, 후키짱     |      | 1963년   |                                                                       |
| 松蔭ゆりか      | 12월 11일 | 효고현 고베시               | 세이토쿠가쿠엔고등학교         | 오노에 쇼로쿠가 명명               | 시밧짱           |      | 1974년   |                                                                       |
| 마츠카게 유리카 | 12월 11일 | 효고현 고베시               | 세이토쿠가쿠엔고등학교         | 오노에 쇼로쿠가 명명               | 시밧짱           |      | 1974년   |                                                                       |
| 摩耶夏巳        | 6월 4일   | 효고현 고베시               | 고베야마테학원                 | 출생지에서 따옴                    | 핀코             |      | 1963년   |                                                                       |
| 마야 나츠미     | 6월 4일   | 효고현 고베시               | 고베야마테학원                 | 출생지에서 따옴                    | 핀코             |      | 1963년   |                                                                       |
| 丸山みどり      | 1월 8일   | 효고현 고베시               | 고베마루야마중학교             | 출신지에서 따옴                    | 치ー짱           |      | 1973년   |                                                                       |
| 마루야마 미도리 | 1월 8일   | 효고현 고베시               | 고베마루야마중학교             | 출신지에서 따옴                    | 치ー짱           |      | 1973년   |                                                                       |
| 美国亜耶        | 11월 15일 | 미국 뉴욕주                 | 도쿄여학관                     | 출생지에서 따옴                    | 미미             |      | 1974년   |                                                                       |
| 미쿠니 아야     | 11월 15일 | 미국 뉴욕주                 | 도쿄여학관                     | 출생지에서 따옴                    | 미미             |      | 1974년   |                                                                       |
| 水郷翠          | 1월 2일   | 도쿄도                      | 야마와키학원                   | 어머니 고향의 지명                 | 노코             |      | 1964년   |                                                                       |
| 미즈사토 미도리 | 1월 2일   | 도쿄도                      | 야마와키학원                   | 어머니 고향의 지명                 | 노코             |      | 1964년   |                                                                       |
| 美高悠子        | 2월 14일  | 교토부 교토시               | 도시샤여자중학교               | 언니의 예명                        | 케이짱           |      | 1974년   | 언니 미타카 히데코 (43)                                               |
| 미타카 유코     | 2월 14일  | 교토부 교토시               | 도시샤여자중학교               | 언니의 예명                        | 케이짱           |      | 1974년   | 언니 미타카 히데코 (43)                                               |
| 美珠光重        | 3월 5일   | 도쿄도                      | 모리무라학원                   |                                    | 욧챠마           |      | 1962년   |                                                                       |
| 미타마 미츠에   | 3월 5일   | 도쿄도                      | 모리무라학원                   |                                    | 욧챠마           |      | 1962년   |                                                                       |
| 峯千景          | 8월 16일  | 카나가와현 요코하마시       | 고베미나토가와고등학교         |                                    | 삿짱             |      | 1966년   | 미네 유카리 (峯ゆかり)로 개명. 동생 노마 레이코 (51)                  |
| 미네 치가게     | 8월 16일  | 카나가와현 요코하마시       | 고베미나토가와고등학교         |                                    | 삿짱             |      | 1966년   | 미네 유카리 (峯ゆかり)로 개명. 동생 노마 레이코 (51)                  |
| 美浜かほる      | 8월 11일  | 중국 상하이시               | 니시노미야고등학교             | 아버지가 명명                      | 밋코             |      | 1965년   |                                                                       |
| 미하마 카오루   | 8월 11일  | 중국 상하이시               | 니시노미야고등학교             | 아버지가 명명                      | 밋코             |      | 1965년   |                                                                       |
| 御室季美        | 6월 16일  | 교토부 교토시               | 코우카여자학원                 | 교토어실의 사계절의 아름다움       | 카리짱           |      | 1970년   |                                                                       |
| 미무로 토시미   | 6월 16일  | 교토부 교토시               | 코우카여자학원                 | 교토어실의 사계절의 아름다움       | 카리짱           |      | 1970년   |                                                                       |
| 八重晴美        | 1월 7일   | 오사카부 오사카시           | 오오타니학원                   |                                    | 스핏츠           |      | 1971년   | 야에 하루미 (八重はるみ)로 개명                                       |
| 야에 하루미     | 1월 7일   | 오사카부 오사카시           | 오오타니학원                   |                                    | 스핏츠           |      | 1971년   | 야에 하루미 (八重はるみ)로 개명                                       |
| 杜千代          | 2월 1일   | 나가노현 스와시             | 스와후타바고등학교             | 아기 오우스케가 명명               | 아ー짱           |      | 1964년   |                                                                       |
| 야시로 치요     | 2월 1일   | 나가노현 스와시             | 스와후타바고등학교             | 아기 오우스케가 명명               | 아ー짱           |      | 1964년   |                                                                       |
| 大和瑞穂        | 11월 21일 | 교토부 교토시               | 교토여자학원                   | 가부키 가계 야마토가에서 따옴      | 에맛짱           |      | 1962년   | 동생 히사마츠 치노 (47)                                               |
| 야마토 미즈호   | 11월 21일 | 교토부 교토시               | 교토여자학원                   | 가부키 가계 야마토가에서 따옴      | 에맛짱           |      | 1962년   | 동생 히사마츠 치노 (47)                                               |
| 山吹まゆみ      | 1월 29일  | 도쿄도                      | 오사카여학원 고등부            | 아버지가 명명                      | 카메라짱         |      | 1964년   | 배우                                                                  |
| 야마부키 마유미 | 1월 29일  | 도쿄도                      | 오사카여학원 고등부            | 아버지가 명명                      | 카메라짱         |      | 1964년   | 배우                                                                  |
| 由良渡          | 1월 31일  | 고치현                      | 쿠보카와중학교                 | 초대 오노에 사쿠라가 명명          | 노리짱, 삿칭     |      | 1961년   |                                                                       |
| 유라 와타루     | 1월 31일  | 고치현                      | 쿠보카와중학교                 | 초대 오노에 사쿠라가 명명          | 노리짱, 삿칭     |      | 1961년   |                                                                       |
| 与謝野宏子      | 11월 25일 | 교토부 요사노정             | 고베야마테여자학원             | 출신지에서 따옴                    | 호소짱           |      | 1966년   | 요사노 히로미 (与謝野ひろみ)로 개명                                   |
| 요사노 히로코   | 11월 25일 | 교토부 요사노정             | 고베야마테여자학원             | 출신지에서 따옴                    | 호소짱           |      | 1966년   | 요사노 히로미 (与謝野ひろみ)로 개명                                   |
| 吉野桜子        | 5월 16일  | 토쿠시마현 토쿠시마시       | 죠토고등학교                   | 존경하는 선생님이 명명             | 아이짱           |      | 1963년   | 동생 나카 미츠루 (50)                                                 |
| 요시노 사쿠라코 | 5월 16일  | 토쿠시마현 토쿠시마시       | 죠토고등학교                   | 존경하는 선생님이 명명             | 아이짱           |      | 1963년   | 동생 나카 미츠루 (50)                                                 |